# Antaisaka
Antaisaka ili Antesaka su jedan od 18 naroda Madagaskara, od 1 261 000pripadnika (5.3  % stanovnika Madagaskara), koji žive na istočnoj obali oko aluvijalne kotline i ušća rijeke Mananara u Indijski ocean.
Njihovo ime na malagaškom znači ljudi od Sakalava, jer je prema njihovoj legendi, njihov historijski vođa Andriamandresi, koji ih je doveo na sadašnje teritorije sa zapadne obale (oko rijeke Mangoki), bio pripadnik plemena Sakalava.
Antaisake kao i većinski Merine govore - malgaški 
makrojezik, njegovu varijantu zvanu Malgaški Južni Betsimisaraka, ali svojim posebnim Antasaka dijalektom.

## Povijest
Iako njihova plemenska aristokracija tvrdi da oni svoje porijeklo vuku od Sakalava iz Mangokija, činjenice dokazuju da niži pripadnici njihova naroda potječu od Bara, Tanala i drugih malgaških etničkih skupina.
Antaisake su ponosni na svoju vojničku historiju, kad su slovili za uporne i nepopusljive borce u obrani vlastite samostalnosti. Još i danas među njima kruži priča da je merinska kraljica Ranavalona I. trebala 9 000 vojnika da pokori njihovo kraljevsto početkom 19. stoljeća.

## Zemljopisna rasprostranjenost
Antaisake danas žive većinom u Provinciji Fianarantsoa, njihova neformalna prijestolnica je grad Vangaindrano na ušću rijeke Mananara u Indijski ocean. Oni su danas većinom ratari koji se bave uzgojem kave, banana i riže.

## Običaji
Njihove tradicionalne kuće obično su podignute na kamenom postolju i pokrivene palminim lišćem.Uobičajeno imaju po dvoja vrata, jedna im služe kao normalni ulaz, a druga koja se obično nalaze na istoku, koriste isključivo za iznošenje mrtvih ukućana.Antaisake pokapaju svoje mrtve u zajedničke grobne kuće (kibori) koje grade na vrhu ili padini brijega. Prije konačnog pogreba, leš pokojnika odnesu na tajno mjesto u šumu, da se dobro isuši.
Muški članovi Antaisaka ne žanju rižu, već samo žene, jer je to za njih - tabu. Antaisake puno više od ostalih malgaških naroda održavaju kult mrtvih, koji ih često dovodi u nezavidnu ekonomsku situaciju i do bankrota.

## Vanjske poveznice
- Antasaka (šp.)